# Wolferthau
Wolferthau ist ein Gemeindeteil der Stadt Rottenburg an der Laaber im niederbayerischen Landkreis Landshut. Bis 1972 war der Ort Namensgeber der gleichnamigen Gemeinde Wolferthau mit Sitz in Reinischgrub.

## Geographie
Der Weiler liegt vier Kilometer nordwestlich des Kernortes Rottenburg an der Laaber zwischen Pattendorf und Greßau.

## Geschichte
Der älteste Hof in Wolferthau war ein Lehen des Hochstifts Regensburg, 1487 wird ein Stephan Handtschuher als Besitzer genannt. Die Gemeinde Wolferthau wurde durch das bayerische Gemeindeedikt 1818 gegründet. Sie umfasste neben Wolferthau die Orte Reinischgrub (den Gemeindesitz), Gressau, Haag, Hausmann, Oberbuch und Steckengrub und hatte im Jahr 1950 277 Einwohner. Am 1. Juli 1972 wurde die Gemeinde Wolferthau nach Pattendorf eingemeindet, lediglich Gressau und Oberbuch kamen zur Gemeinde Rohr in Niederbayern. Am 1. Mai 1978 wurde Wolferthau mit Pattendorf in die Stadt Rottenburg an der Laaber eingemeindet.